# Pulaski (Ohio)
Pulaski es un lugar designado por el censo ubicado en el condado de Williams en el estado estadounidense de Ohio. En el Censo de 2010 tenía una población de 132 habitantes y una densidad poblacional de 324,62 personas por km².

## Geografía
Pulaski se encuentra ubicado en las coordenadas 41°30′39″N 84°30′28″O / 41.51083, -84.50778. Según la Oficina del Censo de los Estados Unidos, Pulaski tiene una superficie total de 0.41 km², de la cual 0.41 km² corresponden a tierra firme y (0%) 0 km² es agua.

## Demografía
Según el censo de 2010, había 132 personas residiendo en Pulaski. La densidad de población era de 324,62 hab./km². De los 132 habitantes, Pulaski estaba compuesto por el 96.97% blancos, el 0.76% eran afroamericanos, el 0% eran amerindios, el 0% eran asiáticos, el 0% eran isleños del Pacífico, el 1.52% eran de otras razas y el 0.76% pertenecían a dos o más razas. Del total de la población el 6.06% eran hispanos o latinos de cualquier raza.